# Вечный жид (альбом)
| Оценки критиков | Оценки критиков |
| Источник        | Оценка          |
| --------------- | --------------- |
| Rap.ru          | без оценки      |

«Вечный жид» — дебютный студийный альбом российского рэп-исполнителя Oxxxymiron'a, вышедший в 2011 году. Выдержан в жанре хип-хопа, однако такие треки как «Восточный Мордор» и «Russky Cockney» называются первыми полноценными грайм-композициями на русском языке. Альбом Oxxxymirona был полностью записан британской певицей и продюсером Jahna Sebastian на её студии Multivizion Music в Лондоне, которая долгие годы помогала ему в записи и сведении треков. Jahna Sebastian также поёт в треке Russky Cockney. Трек «В говне», изначально изданный в 2008, был полностью перезаписан специально для альбома. Альбом занял первое место в списке «Альбомы года: русская версия» на сайте Rap.ru.

## История создания
Летом 2010, после ухода из Optik Russia, Мирон разрабатывал и вынашивал идею создания нового независимого лейбла с символичным названием Vagabund (с лат. — «vagabundo» — скиталец). К осени 2011 года Oxxxymiron, Schokk и Ваня Ленин (в качестве менеджера) создали лейбл, под которым вышли альбомы «С большой дороги» Schokk’а и «Вечный жид» Оксимирона, получивший большое количество положительных отзывов. Oxxxymiron записывал альбом на студии у Jahna Sebastian после многолетнего сотрудничества.

## Список композиций
Все тексты написаны Оксимироном, кроме треков 6 — Оксимирон и Домино, 14 — Оксимирон и Шокк.
| №   | Название                                      | Продюсер            | Длительность |
| --- | --------------------------------------------- | ------------------- | ------------ |
| 1.  | «Восточный Мордор»                            | Runaway             | 2:48         |
| 2.  | «Тентакли»                                    | Parliament Music    | 3:40         |
| 3.  | «Спонтанное самовозгорание»                   | Parliament Music    | 2:31         |
| 4.  | «CCTV»                                        | Santo               | 2:16         |
| 5.  | «До сих пор МС»                               | LO                  | 3:23         |
| 6.  | «Привет со дна» (feat. domiNo)                | Romaniac Beatz      | 5:04         |
| 7.  | «Вечный жид»                                  | Entrank             | 2:32         |
| 8.  | «В бульбуляторе»                              | Kaspa Hauser        | 2:46         |
| 9.  | «Судьба моралиста»                            | Simple              | 1:52         |
| 10. | «Цифры и цвета»                               | Fid Mella           | 2:40         |
| 11. | «Russky Cockney» (доп. вокал Jahna Sebastian) | Arschtritt Lindgren | 2:39         |
| 12. | «В говне»                                     | Parliament Music    | 2:29         |
| 13. | «Крокодиловы слёзы»                           | Slim                | 2:40         |
| 14. | «Жук в муравейнике» (feat. Schokk)            | butwho?             | 4:00         |